# The A.V. Club
The A.V. Club là một trang web báo chí và giải trí trực tuyến có các bài đánh giá, phỏng vấn và các bài viết khác đề cập đến lĩnh vực điện ảnh, âm nhạc, truyền hình, sách, trò chơi và các yếu tố khác của phương tiện truyền thông văn hóa đại chúng. The A.V. Club được thành lập vào năm 1993 dưới vai trò một chuyên trang bổ sung cho ấn phẩm châm biếm The Onion. Dù The A.V. Club là một phần mới được xuất hiện trong sự kiện ra mắt trang web của The Onion năm 1996, mục này lại không có phần hiển thị đáng kể trên trang web vào thời điểm đó.
Năm 2005, trang web này được thiết kế lại và đặt The A.V. Club ở vị trí nổi bật hơn. Không giống như The Onion, The A.V. Club và các trang web khác thuộc sở hữu của G/O Media lại không mang tính châm biếm. Tên của ấn phẩm ám chỉ đến các câu lạc bộ nghe nhìn (AV) tiêu biểu của các trường trung học Mỹ.

## Lịch sử
Năm 1993, năm năm sau khi thành lập The Onion, Stephen Thompson, sinh viên Đại học Wisconsin–Madison, đã cho ra mắt mục giải trí trên tờ báo này. "A.V. Club" là "câu lạc bộ nghe nhìn". Ở Hoa Kỳ vào cuối thế kỷ 20, nhiều trường trung học có câu lạc bộ dành cho học sinh muốn sử dụng và tìm hiểu về loa, máy chiếu cũng như các thiết bị âm thanh và video đời đầu khác. Năm 1996, cả The Onion và The A.V. Club được ra mắt trên Internet. The A.V. Club ban đầu là một phần phụ của tên miền theonion.com.
Mục bổ sung này sau đó được chuyển sang tên miền riêng là theavclub.com, trước khi được mua lại tên miền avclub.com ngắn hơn vào năm 2005. Thay đổi thứ hai trùng hợp với việc thiết kế lại kết hợp với những góp ý của người đọc và nội dung blog. Năm 2006, trang web lại chuyển đổi mô hình nội dung của mình để thêm các nội dung định kỳ hàng ngày thay vì hàng tuần. Một số cộng tác viên đã trở thành cây viết chính và biên tập viên tự do của chuyên trang. Tháng 12 năm 2004, Stephen Thompson rời vị trí biên tập viên sáng lập của The A.V. Club.
Theo Sean Mills, chủ tịch lúc bấy giờ của The Onion, trang web của The A.V. Club đạt mốc hơn 1 triệu lượt người truy cập vào tháng 10 năm 2007. Vào cuối năm 2009, trang web này được cho là đã nhận được hơn 1,4 triệu lượt người truy cập và 75.000 bình luận mỗi tháng. Vào thời kỳ đỉnh cao, bản in của tờ The A.V. Club đã được bày bán ở 17 thành phố khác nhau. Các nội dung mang tính bản địa hóa của trang web cũng được duy trì, với các bài đánh giá và tin tức liên quan đến các thành phố cụ thể. Phiên bản in và bản web bản địa hóa dần bị ngừng phát triển và vào tháng 12 năm 2013, ấn phẩm in đã ngừng sản xuất ở ba thị trường cuối cùng.

## Ấn phẩm
- Thompson, Stephen; A.V. Club Staff (10 tháng 12 năm 2002). The Tenacity of the Cockroach: Conversations With Entertainment's Most Enduring Outsiders. Three Rivers Press. ISBN 978-0609809914.
- A.V. Club Staff (13 tháng 10 năm 2009). Inventory: 16 Films Featuring Manic Pixie Dream Girls, 10 Great Songs Nearly Ruined by Saxophone, and 100 More Obsessively Specific Pop-Culture Lists. Scribner. ISBN 978-1416594734.
- Rabin, Nathan (19 tháng 10 năm 2010). My Year of Flops: The A.V. Presents One Man's Journey Deep Into the Heart of Cinematic Failure. New York: Scribner. ISBN 978-1439153123.
- Handlen, Zack; Emily St. James (16 tháng 10 năm 2018). Monsters Of The Week: The Complete Critical Companion To The X-Files. New York: Abrams Press. ISBN 978-1419732478.

## Giải thưởng
năm 2017, The A.V. Club thắng Giải Eisner cho Tạp chí định kỳ/Báo chí liên quan đến truyện tranh xuất sắc nhất (dành cho tác phẩm xuất bản năm 2016). Giải thưởng thuộc về các cây viết Oliver Sava, Caitlin Rosberg, Shea Hennum và Tegan O'Neil. Giải thưởng cũng thuộc về biên tập viên Caitlin PenzeyMoog.

## Danh sách cuối năm và cuối thập kỷ củaA.V. Club
Bắt đầu từ năm 1999, chỉ có danh sách do cá nhân tác giả viết mới được xuất bản. Bắt đầu từ năm 2006, The A.V. Club bắt đầu xuất bản các bảng xếp hạng album và phim cuối năm trên trang web, cùng với các danh sách do cá nhân các cây viết chấp bút. Ngoài ra, danh sách cuối thập kỷ đã được xuất bản cho những năm 2000 và 2010. Bảng xếp hạng hàng năm cho truyền hình bắt đầu vào năm 2010.

### Album của năm
| Năm  | Nghệ sĩ            | Album                             | Quốc gia | Nguồn  |
| ---- | ------------------ | --------------------------------- | -------- | ------ |
| 2006 | The Hold Steady    | Boys and Girls in America         | Hoa Kỳ   | [ 20 ] |
| 2007 | Arcade Fire        | Neon Bible                        | Canada   | [ 21 ] |
| 2008 | TV on the Radio    | Dear Science                      | Hoa Kỳ   | [ 22 ] |
| 2009 | Phoenix            | Wolfgang Amadeus Phoenix          | Pháp     | [ 23 ] |
| 2010 | Kanye West         | My Beautiful Dark Twisted Fantasy | Hoa Kỳ   | [ 24 ] |
| 2011 | Wye Oak            | Civilian                          | Hoa Kỳ   | [ 25 ] |
| 2012 | Frank Ocean        | Channel Orange                    | Hoa Kỳ   | [ 26 ] |
| 2013 | Kanye West         | Yeezus                            | Hoa Kỳ   | [ 27 ] |
| 2014 | Angel Olsen        | Burn Your Fire for No Witness     | Hoa Kỳ   | [ 28 ] |
| 2015 | Kendrick Lamar     | To Pimp a Butterfly               | Hoa Kỳ   | [ 29 ] |
| 2016 | David Bowie        | Blackstar                         | Anh Quốc | [ 30 ] |
| 2017 | Kendrick Lamar     | DAMN.                             | Hoa Kỳ   | [ 31 ] |
| 2018 | Beach House        | 7                                 | Hoa Kỳ   | [ 32 ] |
| 2019 | FKA Twigs          | Magdalene                         | Anh Quốc | [ 33 ] |
| 2020 | Fiona Apple        | Fetch the Bolt Cutters            | Hoa Kỳ   | [ 34 ] |
| 2021 | Japanese Breakfast | Jubilee                           | Hoa Kỳ   | [ 35 ] |
| 2022 | Beyoncé            | Renaissance                       | Hoa Kỳ   | [ 36 ] |
| 2023 | Olivia Rodrigo     | Guts                              | Hoa Kỳ   | [ 37 ] |

### Phim điện ảnh của năm
| Năm  | Đạo diễn             | Phim                        | Quốc gia                   | Nguồn  |
| ---- | -------------------- | --------------------------- | -------------------------- | ------ |
| 2006 | Alfonso Cuarón       | Children of Men             | Hoa Kỳ · Anh Quốc · México | [ 38 ] |
| 2007 | Joel and Ethan Coen  | Không chốn dung thân        | Hoa Kỳ                     | [ 39 ] |
| 2008 | Andrew Stanton       | Rô-bốt biết yêu             | Hoa Kỳ                     | [ 40 ] |
| 2009 | Kathryn Bigelow      | The Hurt Locker             | Hoa Kỳ · Canada · Pháp     | [ 41 ] |
| 2010 | Debra Granik         | Xương trắng                 | Hoa Kỳ                     | [ 42 ] |
| 2011 | Terrence Malick      | Cây đời                     | Hoa Kỳ                     | [ 43 ] |
| 2012 | Paul Thomas Anderson | The Master                  | Hoa Kỳ                     | [ 44 ] |
| 2013 | Richard Linklater    | Before Midnight             | Hoa Kỳ                     | [ 45 ] |
| 2014 | Richard Linklater    | Thời thơ ấu                 | Hoa Kỳ                     | [ 46 ] |
| 2015 | George Miller        | Max điên: Con đường tử thần | Úc · Hoa Kỳ                | [ 47 ] |
| 2016 | Kenneth Lonergan     | Manchester by the Sea       | Hoa Kỳ                     | [ 48 ] |
| 2017 | Sean Baker           | The Florida Project         | Hoa Kỳ                     | [ 49 ] |
| 2018 | Lee Chang-dong       | Burning                     | Hàn Quốc                   | [ 50 ] |
| 2019 | Martin Scorsese      | Người đàn ông Ireland       | Hoa Kỳ                     | [ 51 ] |
| 2020 | Kelly Reichardt      | First Cow                   | Hoa Kỳ                     | [ 52 ] |
| 2021 | Wes Anderson         | The French Dispatch         | Hoa Kỳ                     | [ 53 ] |
| 2022 | Todd Field           | Tár                         | Hoa Kỳ                     | [ 54 ] |
| 2023 | Celine Song          | Muôn kiếp nhân duyên        | Hoa Kỳ                     | [ 55 ] |

### Chương trình truyền hình của năm
| Năm  | Chương trình                                      | Kênh               | Quốc gia | Nguồn  |
| ---- | ------------------------------------------------- | ------------------ | -------- | ------ |
| 2010 | Breaking Bad                                      | AMC                | Hoa Kỳ   | [ 56 ] |
| 2011 | Louie                                             | FX                 | Hoa Kỳ   | [ 57 ] |
| 2012 | Breaking Bad                                      | AMC                | Hoa Kỳ   | [ 58 ] |
| 2013 | Enlightened                                       | HBO                | Hoa Kỳ   | [ 59 ] |
| 2014 | Hannibal                                          | NBC                | Hoa Kỳ   | [ 60 ] |
| 2015 | Mad Men                                           | AMC                | Hoa Kỳ   | [ 61 ] |
| 2016 | The People v. O. J. Simpson: American Crime Story | FX                 | Hoa Kỳ   | [ 62 ] |
| 2017 | The Good Place                                    | NBC                | Hoa Kỳ   | [ 63 ] |
| 2018 | The Americans                                     | FX                 | Hoa Kỳ   | [ 64 ] |
| 2019 | Fleabag                                           | Amazon Prime Video | Anh Quốc | [ 65 ] |
| 2020 | I May Destroy You                                 | HBO                | Anh Quốc | [ 66 ] |
| 2021 | Succession                                        | HBO                | Hoa Kỳ   | [ 67 ] |
| 2022 | The Bear                                          | Hulu               | Hoa Kỳ   | [ 68 ] |
| 2023 | Succession                                        | HBO                | Hoa Kỳ   | [ 69 ] |